# Tirreno-Adriático 2010
La 45.ª edición de la Tirreno-Adriático se disputó entre el 10 y el 16 de marzo de 2010. La carrera empezó en Livorno y finalizó en San Benedetto del Tronto, después de recorrer 1229 km en 7 etapas.
Perteneció a las Carreras Históricas del UCI World Ranking 2010.
El ganador final fue Stefano Garzelli (quien además se hizo con la clasificación por puntos), con el mismo tiempo del segundo clasificado Michele Scarponi, tras beneficiarse de las bonificaciones en la última etapa. Completó el podio Cadel Evans.
En las otras clasificaciones secundarias se impusieron Dmytro Grabovskyy (montaña), Robert Gesink (jóvenes) y Lampre-Farnese Vini (equipos).

## Equipos participantes
Tomaron parte en la carrera 22 equipos: 16 de categoría UCI ProTour (todos excepto el Footon-Servetto y el Team RadioShack); más 6 de categoría Profesional Continental mediante invitación de la organización (Androni Giocattoli-Serramenti PVC Diquigiovanni, Acqua & Sapone-D'Angelo & Antenucci, BMC Racing Team, Cervélo Test Team, Colnago-CSF Inox e ISD-Neri). Fonmando así un pelotón de 175 ciclistas, con 8 corredores cada equipo (excepto el Androni Giocattoli que salió con 7 debido al positivo de su corredor inscrito Massimo Giunti), de los que acabaron 154.
| ProTeams (16)- AG2R La Mondiale - Astana - Caisse d'Épargne - Euskaltel-Euskadi - La Française des jeux - Garmin-Transitions - HTC-Columbia - Katusha - Lampre-Farnese Vini - Liquigas-Doimo - Team Milram - Omega Pharma-Lotto - Quick Step - Rabobank - Saxo Bank - Sky Equipos continentales profesionales (6)- BMC Racing Team - ISD-Neri - Cervélo TestTeam - Acqua & Sapone-D’Angelo & Antenucci - Colnago-CSF Inox - Androni Giocattoli-Serramenti PVC Diquigiovanni |
| |

## Etapas
| Etapa     | Fecha     | Recorrido                                    | type                   | Distancia (km) | Ganador              | Líder            |
| --------- | --------- | -------------------------------------------- | ---------------------- | -------------- | -------------------- | ---------------- |
| 1.ª etapa | 10 de mar | Livorno – Rosignano Solvay                   | etapa llana            | 148            | Linus Gerdemann      | Linus Gerdemann  |
| 2.ª etapa | 11 de mar | Montecatini Terme – Montecatini Terme        | etapa escarpada        | 165            | Tom Boonen           | Linus Gerdemann  |
| 3.ª etapa | 12 de mar | San Miniato – Monsummano Terme               | etapa llana            | 159            | Daniele Bennati      | Daniele Bennati  |
| 4.ª etapa | 13 de mar | San Gemini – Chieti                          | etapa de media montaña | 243            | Michele Scarponi     | Michele Scarponi |
| 5.ª etapa | 14 de mar | Chieti – Colmurano                           | etapa de media montaña | 216            | Enrico Gasparotto    | Michele Scarponi |
| 6.ª etapa | 15 de mar | Montecosaro – Macerata                       | etapa escarpada        | 134            | Mijaíl Ignátiev      | Michele Scarponi |
| 7.ª etapa | 16 de mar | Civitanova Marche – San Benedetto del Tronto | etapa llana            | 164            | Edvald Boasson Hagen | Stefano Garzelli |

## Desarrollo de la carrera

### Etapa 1
| Livorno - Rosignano Solvay | etapa llana | (148 km) |

| \| Clasificación de la etapa \| Clasificación de la etapa \| Clasificación de la etapa \| Clasificación de la etapa \| Clasificación de la etapa \| \| Ciclista \| Ciclista \| Equipo \| Tiempo \| \| \| ------------------------- \| ------------------------- \| ----------------------------------------------- \| ------------------------- \| ------------------------- \| \| 1.º \| Linus Gerdemann \| Team Milram \| 3 h 36 min 15 s \| \| \| 2.º \| Pablo Lastras \| Caisse d'Épargne \| + 0 s \| \| \| 3.º \| Matti Breschel \| Saxo Bank \| + 0 s \| \| \| 4.º \| Luca Paolini \| Acqua & Sapone - D'Angelo & Antenucci \| + 0 s \| \| \| 5.º \| Yauheni Hutarovich \| La Française des jeux \| + 0 s \| \| \| 6.º \| José Joaquín Rojas \| Caisse d'Épargne \| + 0 s \| \| \| 7.º \| Tyler Farrar \| Garmin-Transitions \| + 0 s \| \| \| 8.º \| Marco Bandiera \| Katusha \| + 0 s \| \| \| 9.º \| Simon Clarke \| ISD-Neri \| + 0 s \| \| \| 10.º \| Francesco Ginanni \| Androni Giocattoli-Serramenti PVC Diquigiovanni \| + 0 s \| \| |                    |                                                 |                 |
| |                    |                                                 |                 |
| |                    |                                                 |                 |
| Clasificación de la etapa |                    |                                                 |                 |
| Ciclista | Ciclista           | Equipo                                          | Tiempo          |
| 1.º | Linus Gerdemann    | Team Milram                                     | 3 h 36 min 15 s |
| 2.º | Pablo Lastras      | Caisse d'Épargne                                | + 0 s           |
| 3.º | Matti Breschel     | Saxo Bank                                       | + 0 s           |
| 4.º | Luca Paolini       | Acqua & Sapone - D'Angelo & Antenucci           | + 0 s           |
| 5.º | Yauheni Hutarovich | La Française des jeux                           | + 0 s           |
| 6.º | José Joaquín Rojas | Caisse d'Épargne                                | + 0 s           |
| 7.º | Tyler Farrar       | Garmin-Transitions                              | + 0 s           |
| 8.º | Marco Bandiera     | Katusha                                         | + 0 s           |
| 9.º | Simon Clarke       | ISD-Neri                                        | + 0 s           |
| 10.º | Francesco Ginanni  | Androni Giocattoli-Serramenti PVC Diquigiovanni | + 0 s           |

| \| Clasificación general \| Clasificación general \| Clasificación general \| Clasificación general \| Clasificación general \| \| Ciclista \| Ciclista \| Equipo \| Tiempo \| \| \| --------------------- \| --------------------- \| ------------------------------------- \| --------------------- \| --------------------- \| \| 1.º \| Linus Gerdemann \| Team Milram \| 3 h 36 min 05 s \| \| \| 2.º \| Pablo Lastras \| Caisse d'Épargne \| + 4 s \| \| \| 3.º \| Matti Breschel \| Saxo Bank \| + 6 s \| \| \| 4.º \| Fabian Wegmann \| Team Milram \| + 8 s \| \| \| 5.º \| Cadel Evans \| BMC Racing Team \| + 9 s \| \| \| 6.º \| Luca Paolini \| Acqua & Sapone - D'Angelo & Antenucci \| + 10 s \| \| \| 7.º \| Yauheni Hutarovich \| La Française des jeux \| + 10 s \| \| \| 8.º \| José Joaquín Rojas \| Caisse d'Épargne \| + 10 s \| \| \| 9.º \| Tyler Farrar \| Garmin-Transitions \| + 10 s \| \| \| 10.º \| Marco Bandiera \| Katusha \| + 10 s \| \| |                    |                                       |                 |
| |                    |                                       |                 |
| |                    |                                       |                 |
| Clasificación general |                    |                                       |                 |
| Ciclista | Ciclista           | Equipo                                | Tiempo          |
| 1.º | Linus Gerdemann    | Team Milram                           | 3 h 36 min 05 s |
| 2.º | Pablo Lastras      | Caisse d'Épargne                      | + 4 s           |
| 3.º | Matti Breschel     | Saxo Bank                             | + 6 s           |
| 4.º | Fabian Wegmann     | Team Milram                           | + 8 s           |
| 5.º | Cadel Evans        | BMC Racing Team                       | + 9 s           |
| 6.º | Luca Paolini       | Acqua & Sapone - D'Angelo & Antenucci | + 10 s          |
| 7.º | Yauheni Hutarovich | La Française des jeux                 | + 10 s          |
| 8.º | José Joaquín Rojas | Caisse d'Épargne                      | + 10 s          |
| 9.º | Tyler Farrar       | Garmin-Transitions                    | + 10 s          |
| 10.º | Marco Bandiera     | Katusha                               | + 10 s          |

### Etapa 2
| Montecatini Terme - Montecatini Terme | etapa escarpada | (165 km) |

| \| Clasificación de la etapa \| Clasificación de la etapa \| Clasificación de la etapa \| Clasificación de la etapa \| Clasificación de la etapa \| \| Ciclista \| Ciclista \| Equipo \| Tiempo \| \| \| ------------------------- \| ------------------------- \| ----------------------------------------------- \| ------------------------- \| ------------------------- \| \| 1.º \| Tom Boonen \| Quick Step \| 4 h 14 min 13 s \| \| \| 2.º \| Paul Martens \| Rabobank \| + 0 s \| \| \| 3.º \| Daniele Bennati \| Liquigas-Doimo \| + 0 s \| \| \| 4.º \| Robbie McEwen \| Katusha \| + 0 s \| \| \| 5.º \| José Joaquín Rojas \| Caisse d'Épargne \| + 0 s \| \| \| 6.º \| Francesco Ginanni \| Androni Giocattoli-Serramenti PVC Diquigiovanni \| + 0 s \| \| \| 7.º \| Sacha Modolo \| Colnago-CSF Inox \| + 0 s \| \| \| 8.º \| Danilo Hondo \| Lampre-Farnese Vini \| + 0 s \| \| \| 9.º \| Sébastien Hinault \| AG2R La Mondiale \| + 0 s \| \| \| 10.º \| Alekszandr Vinokurov \| Astana \| + 0 s \| \| |                      |                                                 |                 |
| |                      |                                                 |                 |
| |                      |                                                 |                 |
| Clasificación de la etapa |                      |                                                 |                 |
| Ciclista | Ciclista             | Equipo                                          | Tiempo          |
| 1.º | Tom Boonen           | Quick Step                                      | 4 h 14 min 13 s |
| 2.º | Paul Martens         | Rabobank                                        | + 0 s           |
| 3.º | Daniele Bennati      | Liquigas-Doimo                                  | + 0 s           |
| 4.º | Robbie McEwen        | Katusha                                         | + 0 s           |
| 5.º | José Joaquín Rojas   | Caisse d'Épargne                                | + 0 s           |
| 6.º | Francesco Ginanni    | Androni Giocattoli-Serramenti PVC Diquigiovanni | + 0 s           |
| 7.º | Sacha Modolo         | Colnago-CSF Inox                                | + 0 s           |
| 8.º | Danilo Hondo         | Lampre-Farnese Vini                             | + 0 s           |
| 9.º | Sébastien Hinault    | AG2R La Mondiale                                | + 0 s           |
| 10.º | Alekszandr Vinokurov | Astana                                          | + 0 s           |

| \| Clasificación general \| Clasificación general \| Clasificación general \| Clasificación general \| Clasificación general \| \| Ciclista \| Ciclista \| Equipo \| Tiempo \| \| \| --------------------- \| --------------------- \| --------------------- \| --------------------- \| --------------------- \| \| 1.º \| Linus Gerdemann \| Team Milram \| 7 h 50 min 18 s \| \| \| 2.º \| Tom Boonen \| Quick Step \| + 0 s \| \| \| 3.º \| Pablo Lastras \| Caisse d'Épargne \| + 4 s \| \| \| 4.º \| Paul Martens \| Rabobank \| + 4 s \| \| \| 5.º \| Alan Pérez \| Euskaltel-Euskadi \| + 4 s \| \| \| 6.º \| Matti Breschel \| Saxo Bank \| + 6 s \| \| \| 7.º \| Daniele Bennati \| Liquigas-Doimo \| + 6 s \| \| \| 8.º \| Fabian Wegmann \| Team Milram \| + 8 s \| \| \| 9.º \| Cadel Evans \| BMC Racing Team \| + 9 s \| \| \| 10.º \| José Joaquín Rojas \| Caisse d'Épargne \| + 10 s \| \| |                    |                   |                 |
| |                    |                   |                 |
| |                    |                   |                 |
| Clasificación general |                    |                   |                 |
| Ciclista | Ciclista           | Equipo            | Tiempo          |
| 1.º | Linus Gerdemann    | Team Milram       | 7 h 50 min 18 s |
| 2.º | Tom Boonen         | Quick Step        | + 0 s           |
| 3.º | Pablo Lastras      | Caisse d'Épargne  | + 4 s           |
| 4.º | Paul Martens       | Rabobank          | + 4 s           |
| 5.º | Alan Pérez         | Euskaltel-Euskadi | + 4 s           |
| 6.º | Matti Breschel     | Saxo Bank         | + 6 s           |
| 7.º | Daniele Bennati    | Liquigas-Doimo    | + 6 s           |
| 8.º | Fabian Wegmann     | Team Milram       | + 8 s           |
| 9.º | Cadel Evans        | BMC Racing Team   | + 9 s           |
| 10.º | José Joaquín Rojas | Caisse d'Épargne  | + 10 s          |

### Etapa 3
| San Miniato - Monsummano Terme | etapa llana | (159 km) |

| \| Clasificación de la etapa \| Clasificación de la etapa \| Clasificación de la etapa \| Clasificación de la etapa \| Clasificación de la etapa \| \| Ciclista \| Ciclista \| Equipo \| Tiempo \| \| \| ------------------------- \| ------------------------- \| ----------------------------------------------- \| ------------------------- \| ------------------------- \| \| 1.º \| Daniele Bennati \| Liquigas-Doimo \| 3 h 53 min 09 s \| \| \| 2.º \| Alessandro Petacchi \| Lampre-Farnese Vini \| + 0 s \| \| \| 3.º \| Bernhard Eisel \| HTC-Columbia \| + 0 s \| \| \| 4.º \| Tyler Farrar \| Garmin-Transitions \| + 0 s \| \| \| 5.º \| Juan Antonio Flecha \| Team Sky \| + 0 s \| \| \| 6.º \| Sacha Modolo \| Colnago-CSF Inox \| + 0 s \| \| \| 7.º \| Assan Bazayev \| Astana \| + 0 s \| \| \| 8.º \| Edvald Boasson Hagen \| Team Sky \| + 0 s \| \| \| 9.º \| Francesco Ginanni \| Androni Giocattoli-Serramenti PVC Diquigiovanni \| + 0 s \| \| \| 10.º \| Matti Breschel \| Saxo Bank \| + 0 s \| \| |                      |                                                 |                 |
| |                      |                                                 |                 |
| |                      |                                                 |                 |
| Clasificación de la etapa |                      |                                                 |                 |
| Ciclista | Ciclista             | Equipo                                          | Tiempo          |
| 1.º | Daniele Bennati      | Liquigas-Doimo                                  | 3 h 53 min 09 s |
| 2.º | Alessandro Petacchi  | Lampre-Farnese Vini                             | + 0 s           |
| 3.º | Bernhard Eisel       | HTC-Columbia                                    | + 0 s           |
| 4.º | Tyler Farrar         | Garmin-Transitions                              | + 0 s           |
| 5.º | Juan Antonio Flecha  | Team Sky                                        | + 0 s           |
| 6.º | Sacha Modolo         | Colnago-CSF Inox                                | + 0 s           |
| 7.º | Assan Bazayev        | Astana                                          | + 0 s           |
| 8.º | Edvald Boasson Hagen | Team Sky                                        | + 0 s           |
| 9.º | Francesco Ginanni    | Androni Giocattoli-Serramenti PVC Diquigiovanni | + 0 s           |
| 10.º | Matti Breschel       | Saxo Bank                                       | + 0 s           |

| \| Clasificación general \| Clasificación general \| Clasificación general \| Clasificación general \| Clasificación general \| \| Ciclista \| Ciclista \| Equipo \| Tiempo \| \| \| --------------------- \| --------------------- \| --------------------- \| --------------------- \| --------------------- \| \| 1.º \| Daniele Bennati \| Liquigas-Doimo \| 11 h 44 min 23 s \| \| \| 2.º \| Linus Gerdemann \| Team Milram \| + 4 s \| \| \| 3.º \| Tom Boonen \| Quick Step \| + 4 s \| \| \| 4.º \| Pablo Lastras \| Caisse d'Épargne \| + 8 s \| \| \| 5.º \| Paul Martens \| Rabobank \| + 8 s \| \| \| 6.º \| Alessandro Petacchi \| Lampre-Farnese Vini \| + 8 s \| \| \| 7.º \| Alan Pérez \| Euskaltel-Euskadi \| + 8 s \| \| \| 8.º \| Matti Breschel \| Saxo Bank \| + 10 s \| \| \| 9.º \| Cadel Evans \| BMC Racing Team \| + 13 s \| \| \| 10.º \| José Joaquín Rojas \| Caisse d'Épargne \| + 14 s \| \| |                     |                     |                  |
| |                     |                     |                  |
| |                     |                     |                  |
| Clasificación general |                     |                     |                  |
| Ciclista | Ciclista            | Equipo              | Tiempo           |
| 1.º | Daniele Bennati     | Liquigas-Doimo      | 11 h 44 min 23 s |
| 2.º | Linus Gerdemann     | Team Milram         | + 4 s            |
| 3.º | Tom Boonen          | Quick Step          | + 4 s            |
| 4.º | Pablo Lastras       | Caisse d'Épargne    | + 8 s            |
| 5.º | Paul Martens        | Rabobank            | + 8 s            |
| 6.º | Alessandro Petacchi | Lampre-Farnese Vini | + 8 s            |
| 7.º | Alan Pérez          | Euskaltel-Euskadi   | + 8 s            |
| 8.º | Matti Breschel      | Saxo Bank           | + 10 s           |
| 9.º | Cadel Evans         | BMC Racing Team     | + 13 s           |
| 10.º | José Joaquín Rojas  | Caisse d'Épargne    | + 14 s           |

### Etapa 4
| San Gemini - Chieti | etapa de media montaña | (243 km) |

| \| Clasificación de la etapa \| Clasificación de la etapa \| Clasificación de la etapa \| Clasificación de la etapa \| Clasificación de la etapa \| \| Ciclista \| Ciclista \| Equipo \| Tiempo \| \| \| ------------------------- \| ------------------------- \| ----------------------------------------------- \| ------------------------- \| ------------------------- \| \| 1.º \| Michele Scarponi \| Androni Giocattoli-Serramenti PVC Diquigiovanni \| 6 h 23 min 47 s \| \| \| 2.º \| Benoît Vaugrenard \| La Française des jeux \| + 14 s \| \| \| 3.º \| Leonardo Bertagnolli \| Androni Giocattoli-Serramenti PVC Diquigiovanni \| + 14 s \| \| \| 4.º \| Stefano Garzelli \| Acqua & Sapone - D'Angelo & Antenucci \| + 14 s \| \| \| 5.º \| Rigoberto Urán \| Caisse d'Épargne \| + 14 s \| \| \| 6.º \| Maxim Iglinskiy \| Astana \| + 17 s \| \| \| 7.º \| Robert Gesink \| Rabobank \| + 17 s \| \| \| 8.º \| Cadel Evans \| BMC Racing Team \| + 17 s \| \| \| 9.º \| Domenico Pozzovivo \| Colnago-CSF Inox \| + 19 s \| \| \| 10.º \| Michael Rogers \| HTC-Columbia \| + 19 s \| \| |                      |                                                 |                 |
| |                      |                                                 |                 |
| |                      |                                                 |                 |
| Clasificación de la etapa |                      |                                                 |                 |
| Ciclista | Ciclista             | Equipo                                          | Tiempo          |
| 1.º | Michele Scarponi     | Androni Giocattoli-Serramenti PVC Diquigiovanni | 6 h 23 min 47 s |
| 2.º | Benoît Vaugrenard    | La Française des jeux                           | + 14 s          |
| 3.º | Leonardo Bertagnolli | Androni Giocattoli-Serramenti PVC Diquigiovanni | + 14 s          |
| 4.º | Stefano Garzelli     | Acqua & Sapone - D'Angelo & Antenucci           | + 14 s          |
| 5.º | Rigoberto Urán       | Caisse d'Épargne                                | + 14 s          |
| 6.º | Maxim Iglinskiy      | Astana                                          | + 17 s          |
| 7.º | Robert Gesink        | Rabobank                                        | + 17 s          |
| 8.º | Cadel Evans          | BMC Racing Team                                 | + 17 s          |
| 9.º | Domenico Pozzovivo   | Colnago-CSF Inox                                | + 19 s          |
| 10.º | Michael Rogers       | HTC-Columbia                                    | + 19 s          |

| \| Clasificación general \| Clasificación general \| Clasificación general \| Clasificación general \| Clasificación general \| \| Ciclista \| Ciclista \| Equipo \| Tiempo \| \| \| --------------------- \| --------------------- \| ----------------------------------------------- \| --------------------- \| --------------------- \| \| 1.º \| Michele Scarponi \| Androni Giocattoli-Serramenti PVC Diquigiovanni \| 18 h 08 min 14 s \| \| \| 2.º \| Benoît Vaugrenard \| La Française des jeux \| + 18 s \| \| \| 3.º \| Leonardo Bertagnolli \| Androni Giocattoli-Serramenti PVC Diquigiovanni \| + 20 s \| \| \| 4.º \| Stefano Garzelli \| Acqua & Sapone - D'Angelo & Antenucci \| + 24 s \| \| \| 5.º \| Rigoberto Urán \| Caisse d'Épargne \| + 24 s \| \| \| 6.º \| Cadel Evans \| BMC Racing Team \| + 26 s \| \| \| 7.º \| Maxim Iglinskiy \| Astana \| + 27 s \| \| \| 8.º \| Robert Gesink \| Rabobank \| + 27 s \| \| \| 9.º \| Michael Rogers \| HTC-Columbia \| + 29 s \| \| \| 10.º \| Domenico Pozzovivo \| Colnago-CSF Inox \| + 29 s \| \| |                      |                                                 |                  |
| |                      |                                                 |                  |
| |                      |                                                 |                  |
| Clasificación general |                      |                                                 |                  |
| Ciclista | Ciclista             | Equipo                                          | Tiempo           |
| 1.º | Michele Scarponi     | Androni Giocattoli-Serramenti PVC Diquigiovanni | 18 h 08 min 14 s |
| 2.º | Benoît Vaugrenard    | La Française des jeux                           | + 18 s           |
| 3.º | Leonardo Bertagnolli | Androni Giocattoli-Serramenti PVC Diquigiovanni | + 20 s           |
| 4.º | Stefano Garzelli     | Acqua & Sapone - D'Angelo & Antenucci           | + 24 s           |
| 5.º | Rigoberto Urán       | Caisse d'Épargne                                | + 24 s           |
| 6.º | Cadel Evans          | BMC Racing Team                                 | + 26 s           |
| 7.º | Maxim Iglinskiy      | Astana                                          | + 27 s           |
| 8.º | Robert Gesink        | Rabobank                                        | + 27 s           |
| 9.º | Michael Rogers       | HTC-Columbia                                    | + 29 s           |
| 10.º | Domenico Pozzovivo   | Colnago-CSF Inox                                | + 29 s           |

### Etapa 5
| Chieti - Colmurano | etapa de media montaña | (216 km) |

| \| Clasificación de la etapa \| Clasificación de la etapa \| Clasificación de la etapa \| Clasificación de la etapa \| Clasificación de la etapa \| \| Ciclista \| Ciclista \| Equipo \| Tiempo \| \| \| ------------------------- \| ------------------------- \| ----------------------------------------------- \| ------------------------- \| ------------------------- \| \| 1.º \| Enrico Gasparotto \| Astana \| 5 h 32 min 22 s \| \| \| 2.º \| Stefano Garzelli \| Acqua & Sapone - D'Angelo & Antenucci \| + 0 s \| \| \| 3.º \| Maxim Iglinskiy \| Astana \| + 0 s \| \| \| 4.º \| Cadel Evans \| BMC Racing Team \| + 0 s \| \| \| 5.º \| Vincenzo Nibali \| Liquigas-Doimo \| + 8 s \| \| \| 6.º \| Robert Gesink \| Rabobank \| + 8 s \| \| \| 7.º \| Manuele Mori \| Lampre-Farnese Vini \| + 8 s \| \| \| 8.º \| Michael Rogers \| HTC-Columbia \| + 8 s \| \| \| 9.º \| Michele Scarponi \| Androni Giocattoli-Serramenti PVC Diquigiovanni \| + 8 s \| \| \| 10.º \| Domenico Pozzovivo \| Colnago-CSF Inox \| + 8 s \| \| |                    |                                                 |                 |
| |                    |                                                 |                 |
| |                    |                                                 |                 |
| Clasificación de la etapa |                    |                                                 |                 |
| Ciclista | Ciclista           | Equipo                                          | Tiempo          |
| 1.º | Enrico Gasparotto  | Astana                                          | 5 h 32 min 22 s |
| 2.º | Stefano Garzelli   | Acqua & Sapone - D'Angelo & Antenucci           | + 0 s           |
| 3.º | Maxim Iglinskiy    | Astana                                          | + 0 s           |
| 4.º | Cadel Evans        | BMC Racing Team                                 | + 0 s           |
| 5.º | Vincenzo Nibali    | Liquigas-Doimo                                  | + 8 s           |
| 6.º | Robert Gesink      | Rabobank                                        | + 8 s           |
| 7.º | Manuele Mori       | Lampre-Farnese Vini                             | + 8 s           |
| 8.º | Michael Rogers     | HTC-Columbia                                    | + 8 s           |
| 9.º | Michele Scarponi   | Androni Giocattoli-Serramenti PVC Diquigiovanni | + 8 s           |
| 10.º | Domenico Pozzovivo | Colnago-CSF Inox                                | + 8 s           |

| \| Clasificación general \| Clasificación general \| Clasificación general \| Clasificación general \| Clasificación general \| \| Ciclista \| Ciclista \| Equipo \| Tiempo \| \| \| --------------------- \| --------------------- \| ----------------------------------------------- \| --------------------- \| --------------------- \| \| 1.º \| Michele Scarponi \| Androni Giocattoli-Serramenti PVC Diquigiovanni \| 23 h 40 min 44 s \| \| \| 2.º \| Stefano Garzelli \| Acqua & Sapone - D'Angelo & Antenucci \| + 10 s \| \| \| 3.º \| Maxim Iglinskiy \| Astana \| + 15 s \| \| \| 4.º \| Cadel Evans \| BMC Racing Team \| + 18 s \| \| \| 5.º \| Robert Gesink \| Rabobank \| + 27 s \| \| \| 6.º \| Michael Rogers \| HTC-Columbia \| + 29 s \| \| \| 7.º \| Domenico Pozzovivo \| Colnago-CSF Inox \| + 29 s \| \| \| 8.º \| Vincenzo Nibali \| Liquigas-Doimo \| + 31 s \| \| \| 9.º \| Leonardo Bertagnolli \| Androni Giocattoli-Serramenti PVC Diquigiovanni \| + 48 s \| \| \| 10.º \| Manuele Mori \| Lampre-Farnese Vini \| + 53 s \| \| |                      |                                                 |                  |
| |                      |                                                 |                  |
| |                      |                                                 |                  |
| Clasificación general |                      |                                                 |                  |
| Ciclista | Ciclista             | Equipo                                          | Tiempo           |
| 1.º | Michele Scarponi     | Androni Giocattoli-Serramenti PVC Diquigiovanni | 23 h 40 min 44 s |
| 2.º | Stefano Garzelli     | Acqua & Sapone - D'Angelo & Antenucci           | + 10 s           |
| 3.º | Maxim Iglinskiy      | Astana                                          | + 15 s           |
| 4.º | Cadel Evans          | BMC Racing Team                                 | + 18 s           |
| 5.º | Robert Gesink        | Rabobank                                        | + 27 s           |
| 6.º | Michael Rogers       | HTC-Columbia                                    | + 29 s           |
| 7.º | Domenico Pozzovivo   | Colnago-CSF Inox                                | + 29 s           |
| 8.º | Vincenzo Nibali      | Liquigas-Doimo                                  | + 31 s           |
| 9.º | Leonardo Bertagnolli | Androni Giocattoli-Serramenti PVC Diquigiovanni | + 48 s           |
| 10.º | Manuele Mori         | Lampre-Farnese Vini                             | + 53 s           |

### Etapa 6
| Montecosaro - Macerata | etapa escarpada | (134 km) |

| \| Clasificación de la etapa \| Clasificación de la etapa \| Clasificación de la etapa \| Clasificación de la etapa \| Clasificación de la etapa \| \| Ciclista \| Ciclista \| Equipo \| Tiempo \| \| \| ------------------------- \| ------------------------- \| ----------------------------------------------- \| ------------------------- \| ------------------------- \| \| 1.º \| Mijaíl Ignátiev \| Katusha \| 3 h 18 min 09 s \| \| \| 2.º \| Stefano Garzelli \| Acqua & Sapone - D'Angelo & Antenucci \| + 5 s \| \| \| 3.º \| Cadel Evans \| BMC Racing Team \| + 5 s \| \| \| 4.º \| Robert Gesink \| Rabobank \| + 7 s \| \| \| 5.º \| Benoît Vaugrenard \| La Française des jeux \| + 7 s \| \| \| 6.º \| Michele Scarponi \| Androni Giocattoli-Serramenti PVC Diquigiovanni \| + 7 s \| \| \| 7.º \| Michael Rogers \| HTC-Columbia \| + 7 s \| \| \| 8.º \| Francesco Gavazzi \| Lampre-Farnese Vini \| + 9 s \| \| \| 9.º \| Domenico Pozzovivo \| Colnago-CSF Inox \| + 11 s \| \| \| 10.º \| Rigoberto Urán \| Caisse d'Épargne \| + 11 s \| \| |                    |                                                 |                 |
| |                    |                                                 |                 |
| |                    |                                                 |                 |
| Clasificación de la etapa |                    |                                                 |                 |
| Ciclista | Ciclista           | Equipo                                          | Tiempo          |
| 1.º | Mijaíl Ignátiev    | Katusha                                         | 3 h 18 min 09 s |
| 2.º | Stefano Garzelli   | Acqua & Sapone - D'Angelo & Antenucci           | + 5 s           |
| 3.º | Cadel Evans        | BMC Racing Team                                 | + 5 s           |
| 4.º | Robert Gesink      | Rabobank                                        | + 7 s           |
| 5.º | Benoît Vaugrenard  | La Française des jeux                           | + 7 s           |
| 6.º | Michele Scarponi   | Androni Giocattoli-Serramenti PVC Diquigiovanni | + 7 s           |
| 7.º | Michael Rogers     | HTC-Columbia                                    | + 7 s           |
| 8.º | Francesco Gavazzi  | Lampre-Farnese Vini                             | + 9 s           |
| 9.º | Domenico Pozzovivo | Colnago-CSF Inox                                | + 11 s          |
| 10.º | Rigoberto Urán     | Caisse d'Épargne                                | + 11 s          |

| \| Clasificación general \| Clasificación general \| Clasificación general \| Clasificación general \| Clasificación general \| \| Ciclista \| Ciclista \| Equipo \| Tiempo \| \| \| --------------------- \| --------------------- \| ----------------------------------------------- \| --------------------- \| --------------------- \| \| 1.º \| Michele Scarponi \| Androni Giocattoli-Serramenti PVC Diquigiovanni \| 26 h 59 min 00 s \| \| \| 2.º \| Stefano Garzelli \| Acqua & Sapone - D'Angelo & Antenucci \| + 2 s \| \| \| 3.º \| Cadel Evans \| BMC Racing Team \| + 12 s \| \| \| 4.º \| Maxim Iglinskiy \| Astana \| + 22 s \| \| \| 5.º \| Robert Gesink \| Rabobank \| + 27 s \| \| \| 6.º \| Michael Rogers \| HTC-Columbia \| + 29 s \| \| \| 7.º \| Domenico Pozzovivo \| Colnago-CSF Inox \| + 33 s \| \| \| 8.º \| Vincenzo Nibali \| Liquigas-Doimo \| + 42 s \| \| \| 9.º \| Manuele Mori \| Lampre-Farnese Vini \| + 1 min 04 s \| \| \| 10.º \| Francesco Gavazzi \| Lampre-Farnese Vini \| + 1 min 07 s \| \| |                    |                                                 |                  |
| |                    |                                                 |                  |
| |                    |                                                 |                  |
| Clasificación general |                    |                                                 |                  |
| Ciclista | Ciclista           | Equipo                                          | Tiempo           |
| 1.º | Michele Scarponi   | Androni Giocattoli-Serramenti PVC Diquigiovanni | 26 h 59 min 00 s |
| 2.º | Stefano Garzelli   | Acqua & Sapone - D'Angelo & Antenucci           | + 2 s            |
| 3.º | Cadel Evans        | BMC Racing Team                                 | + 12 s           |
| 4.º | Maxim Iglinskiy    | Astana                                          | + 22 s           |
| 5.º | Robert Gesink      | Rabobank                                        | + 27 s           |
| 6.º | Michael Rogers     | HTC-Columbia                                    | + 29 s           |
| 7.º | Domenico Pozzovivo | Colnago-CSF Inox                                | + 33 s           |
| 8.º | Vincenzo Nibali    | Liquigas-Doimo                                  | + 42 s           |
| 9.º | Manuele Mori       | Lampre-Farnese Vini                             | + 1 min 04 s     |
| 10.º | Francesco Gavazzi  | Lampre-Farnese Vini                             | + 1 min 07 s     |

### Etapa 7
| Civitanova Marche - San Benedetto del Tronto | etapa llana | (164 km) |

| \| Clasificación de la etapa \| Clasificación de la etapa \| Clasificación de la etapa \| Clasificación de la etapa \| Clasificación de la etapa \| \| Ciclista \| Ciclista \| Equipo \| Tiempo \| \| \| ------------------------- \| ------------------------- \| ------------------------- \| ------------------------- \| ------------------------- \| \| 1.º \| Edvald Boasson Hagen \| Team Sky \| 3 h 52 min 36 s \| \| \| 2.º \| Alessandro Petacchi \| Lampre-Farnese Vini \| + 0 s \| \| \| 3.º \| Sacha Modolo \| Colnago-CSF Inox \| + 0 s \| \| \| 4.º \| Bernhard Eisel \| HTC-Columbia \| + 0 s \| \| \| 5.º \| Mattia Gavazzi \| Colnago-CSF Inox \| + 0 s \| \| \| 6.º \| Tyler Farrar \| Garmin-Transitions \| + 0 s \| \| \| 7.º \| Robbie McEwen \| Katusha \| + 0 s \| \| \| 8.º \| Baden Cooke \| Saxo Bank \| + 0 s \| \| \| 9.º \| Yauheni Hutarovich \| La Française des jeux \| + 0 s \| \| \| 10.º \| Robert Hunter \| Garmin-Transitions \| + 0 s \| \| |                      |                       |                 |
| |                      |                       |                 |
| |                      |                       |                 |
| Clasificación de la etapa |                      |                       |                 |
| Ciclista | Ciclista             | Equipo                | Tiempo          |
| 1.º | Edvald Boasson Hagen | Team Sky              | 3 h 52 min 36 s |
| 2.º | Alessandro Petacchi  | Lampre-Farnese Vini   | + 0 s           |
| 3.º | Sacha Modolo         | Colnago-CSF Inox      | + 0 s           |
| 4.º | Bernhard Eisel       | HTC-Columbia          | + 0 s           |
| 5.º | Mattia Gavazzi       | Colnago-CSF Inox      | + 0 s           |
| 6.º | Tyler Farrar         | Garmin-Transitions    | + 0 s           |
| 7.º | Robbie McEwen        | Katusha               | + 0 s           |
| 8.º | Baden Cooke          | Saxo Bank             | + 0 s           |
| 9.º | Yauheni Hutarovich   | La Française des jeux | + 0 s           |
| 10.º | Robert Hunter        | Garmin-Transitions    | + 0 s           |

## Clasificaciones finales
- Las clasificaciones finalizaron de la siguiente forma:

### Clasificación general
| \| Clasificación general \| Clasificación general \| Clasificación general \| Clasificación general \| Clasificación general \| \| Ciclista \| Ciclista \| Equipo \| Tiempo \| \| \| --------------------- \| --------------------- \| ----------------------------------------------- \| --------------------- \| --------------------- \| \| 1.º \| Stefano Garzelli \| Acqua & Sapone - D'Angelo & Antenucci \| 30 h 51 min 36 s \| \| \| 2.º \| Michele Scarponi \| Androni Giocattoli-Serramenti PVC Diquigiovanni \| + 0 s \| \| \| 3.º \| Cadel Evans \| BMC Racing Team \| + 12 s \| \| \| 4.º \| Maxim Iglinskiy \| Astana \| + 22 s \| \| \| 5.º \| Robert Gesink \| Rabobank \| + 27 s \| \| \| 6.º \| Michael Rogers \| HTC-Columbia \| + 29 s \| \| \| 7.º \| Domenico Pozzovivo \| Colnago-CSF Inox \| + 33 s \| \| \| 8.º \| Vincenzo Nibali \| Liquigas-Doimo \| + 42 s \| \| \| 9.º \| Manuele Mori \| Lampre-Farnese Vini \| + 1 min 04 s \| \| \| 10.º \| Francesco Gavazzi \| Lampre-Farnese Vini \| + 1 min 07 s \| \| |                    |                                                 |                  |
| |                    |                                                 |                  |
| |                    |                                                 |                  |
| Clasificación general |                    |                                                 |                  |
| Ciclista | Ciclista           | Equipo                                          | Tiempo           |
| 1.º | Stefano Garzelli   | Acqua & Sapone - D'Angelo & Antenucci           | 30 h 51 min 36 s |
| 2.º | Michele Scarponi   | Androni Giocattoli-Serramenti PVC Diquigiovanni | + 0 s            |
| 3.º | Cadel Evans        | BMC Racing Team                                 | + 12 s           |
| 4.º | Maxim Iglinskiy    | Astana                                          | + 22 s           |
| 5.º | Robert Gesink      | Rabobank                                        | + 27 s           |
| 6.º | Michael Rogers     | HTC-Columbia                                    | + 29 s           |
| 7.º | Domenico Pozzovivo | Colnago-CSF Inox                                | + 33 s           |
| 8.º | Vincenzo Nibali    | Liquigas-Doimo                                  | + 42 s           |
| 9.º | Manuele Mori       | Lampre-Farnese Vini                             | + 1 min 04 s     |
| 10.º | Francesco Gavazzi  | Lampre-Farnese Vini                             | + 1 min 07 s     |

### Clasificación de los puntos
| Clasificación por puntos | Clasificación por puntos | Clasificación por puntos                        | Clasificación por puntos | Clasificación por puntos |
| Ciclista                 | Ciclista                 | Equipo                                          | Puntos                   |                          |
| ------------------------ | ------------------------ | ----------------------------------------------- | ------------------------ | ------------------------ |
| 1.º                      | Stefano Garzelli         | Acqua & Sapone - D'Angelo & Antenucci           | 32 pts                   |                          |
| 2.º                      | Daniele Bennati          | Liquigas-Doimo                                  | 20 pts                   |                          |
| 3.º                      | Cadel Evans              | BMC Racing Team                                 | 20 pts                   |                          |
| 4.º                      | Alessandro Petacchi      | Lampre-Farnese Vini                             | 20 pts                   |                          |
| 5.º                      | Michele Scarponi         | Androni Giocattoli-Serramenti PVC Diquigiovanni | 19 pts                   |                          |
| 6.º                      | Sacha Modolo             | Colnago-CSF Inox                                | 17 pts                   |                          |
| 7.º                      | Mijaíl Ignátiev          | Katusha                                         | 16 pts                   |                          |
| 8.º                      | Robert Gesink            | Rabobank                                        | 16 pts                   |                          |
| 9.º                      | Benoît Vaugrenard        | La Française des jeux                           | 16 pts                   |                          |
| 10.º                     | Tyler Farrar             | Garmin-Transitions                              | 16 pts                   |                          |

### Clasificación de la montaña
| Clasificación de la montaña | Clasificación de la montaña | Clasificación de la montaña                     | Clasificación de la montaña | Clasificación de la montaña |
| Ciclista                    | Ciclista                    | Equipo                                          | Puntos                      |                             |
| --------------------------- | --------------------------- | ----------------------------------------------- | --------------------------- | --------------------------- |
| 1.º                         | Dmitro Grabovski            | ISD-Neri                                        | 20 pts                      |                             |
| 2.º                         | Diego Caccia                | ISD-Neri                                        | 14 pts                      |                             |
| 3.º                         | Filippo Pozzato             | Katusha                                         | 11 pts                      |                             |
| 4.º                         | Blel Kadri                  | AG2R La Mondiale                                | 10 pts                      |                             |
| 5.º                         | Marco Pinotti               | HTC-Columbia                                    | 8 pts                       |                             |
| 6.º                         | Cameron Wurf                | Androni Giocattoli-Serramenti PVC Diquigiovanni | 8 pts                       |                             |
| 7.º                         | Peter Velits                | HTC-Columbia                                    | 6 pts                       |                             |
| 8.º                         | Vincenzo Nibali             | Liquigas-Doimo                                  | 6 pts                       |                             |
| 9.º                         | Michele Scarponi            | Androni Giocattoli-Serramenti PVC Diquigiovanni | 5 pts                       |                             |
| 10.º                        | Franco Pellizotti           | Liquigas-Doimo                                  | 5 pts                       |                             |

### Clasificación de los jóvenes
| Clasificación del mejor joven | Clasificación del mejor joven | Clasificación del mejor joven         | Clasificación del mejor joven | Clasificación del mejor joven |
| Ciclista                      | Ciclista                      | Equipo                                | Tiempo                        |                               |
| ----------------------------- | ----------------------------- | ------------------------------------- | ----------------------------- | ----------------------------- |
| 1.º                           | Robert Gesink                 | Rabobank                              | 30 h 52 min 03 s              |                               |
| 2.º                           | Greg Van Avermaet             | Omega Pharma-Lotto                    | + 1 min 07 s                  |                               |
| 3.º                           | José Joaquín Rojas            | Caisse d'Épargne                      | + 1 min 17 s                  |                               |
| 4.º                           | Rigoberto Urán                | Caisse d'Épargne                      | + 1 min 21 s                  |                               |
| 5.º                           | Jan Bakelants                 | Omega Pharma-Lotto                    | + 1 min 40 s                  |                               |
| 6.º                           | Simon Špilak                  | Lampre-Farnese Vini                   | + 1 min 54 s                  |                               |
| 7.º                           | Simone Stortoni               | Colnago-CSF Inox                      | + 2 min 14 s                  |                               |
| 8.º                           | Thomas Frei                   | BMC Racing Team                       | + 2 min 52 s                  |                               |
| 9.º                           | Francesco Masciarelli         | Acqua & Sapone - D'Angelo & Antenucci | + 3 min 46 s                  |                               |
| 10.º                          | Peter Velits                  | HTC-Columbia                          | + 5 min 00 s                  |                               |

### Clasificación por equipos
| Clasificación por equipos | Clasificación por equipos                       | Clasificación por equipos | Clasificación por equipos |
| Equipo                    | Equipo                                          | Tiempo                    |                           |
| ------------------------- | ----------------------------------------------- | ------------------------- | ------------------------- |
| 1.º                       | Lampre-Farnese Vini                             | 20 h 39 min 02 s          |                           |
| 2.º                       | Caisse d'Épargne                                | + 45 s                    |                           |
| 3.º                       | Astana                                          | + 53 s                    |                           |
| 4.º                       | Androni Giocattoli-Serramenti PVC Diquigiovanni | + 1 min 13 s              |                           |
| 5.º                       | HTC-Columbia                                    | + 1 min 19 s              |                           |

## Evolución de las clasificaciones
| Etapa (Vencedor)                 | Clasificación general | Clasificación por puntos | Clasificación de la montaña | Clasificación de los jóvenes | Clasificación por equipos                       |
| -------------------------------- | --------------------- | ------------------------ | --------------------------- | ---------------------------- | ----------------------------------------------- |
| 1.ª etapa (Linus Gerdemann)      | Linus Gerdemann       | Linus Gerdemann          | Dmytro Grabovskyy           | José Joaquín Rojas           | Colnago-CSF Inox                                |
| 2.ª etapa (Tom Boonen)           | Linus Gerdemann       | Linus Gerdemann          | Dmytro Grabovskyy           | José Joaquín Rojas           | Colnago-CSF Inox                                |
| 3.ª etapa (Daniele Bennati)      | Daniele Bennati       | Daniele Bennati          | Diego Caccia                | José Joaquín Rojas           | Astana                                          |
| 4.ª etapa (Michele Scarponi)     | Michele Scarponi      | Daniele Bennati          | Diego Caccia                | Rigoberto Urán               | Androni Giocattoli-Serramenti PVC Diquigiovanni |
| 5.ª etapa (Enrico Gasparotto)    | Michele Scarponi      | Daniele Bennati          | Dmytro Grabovskyy           | Robert Gesink                | Astana                                          |
| 6.ª etapa (Mijaíl Ignátiev)      | Michele Scarponi      | Stefano Garzelli         | Dmytro Grabovskyy           | Robert Gesink                | Lampre-Farnese Vini                             |
| 7.ª etapa (Edvald Boasson Hagen) | Stefano Garzelli      | Stefano Garzelli         | Dmytro Grabovskyy           | Robert Gesink                | Lampre-Farnese Vini                             |
| Final                            | Stefano Garzelli      | Stefano Garzelli         | Dmytro Grabovskyy           | Robert Gesink                | Lampre-Farnese Vini                             |